# Pseudochelonarium subovatum
Pseudochelonarium subovatum is een keversoort uit de familie Chelonariidae. De wetenschappelijke naam van de soort is voor het eerst geldig gepubliceerd in 1928 door Pic.